# نايجل هيو
نايجل هيو (بالإنجليزية: Nigel Vaughan)‏ (20 مايو 1959 في المملكة المتحدة - ) هو لاعب كرة قدم بريطاني في مركز الوسط. شارك مع منتخب ويلز تحت 21 سنة لكرة القدم ومنتخب ويلز لكرة القدم. أما مع النوادي، فقد لعب مع كارديف سيتي ونادي ريدنغ ونادي هيرفورد ونيوبورت كونتي ووولفرهامبتون واندررز.

## وصلات خارجية
- نايجل هيو على موقع قاعدة بيانات كرة القدم.إي يو (الإنجليزية)
- نايجل هيو على موقع Soccerway.com (الإنجليزية)
- نايجل هيو على موقع عالم كرة القدم.نت (الإنجليزية)